# Salomé Kora
Salomé Kora (8 de enero de 1994) es una deportista de Suiza que compite en atletismo. Ganó una medalla de oro en el Campeonato Europeo de Atletismo por Equipos de 2021, en la prueba de 100 m.